# Hole in My Shoe
"Hole in My Shoe" is een nummer van de Engelse rockband Traffic uit 1967.
Het nummer is met name bekend van het spoken word-middengedeelte door Francine Heimann (de stiefdochter van Chris Blackwell) waarin ze vertelt over een gigantische albatros. De bijdrage van Heimann wordt op de single niet genoemd. Die van bandleden Jim Capaldi (drums), Dave Mason (zang en gitaar), Steve Winwood (orgel, bas, piano) en Chris Wood (achtergrondzang) wel.
De single werd in 1967 uitgebracht en bereikte nummer 2 in de UK Singles Chart, nummer 22 in de Duitse hitlijst, nummer 13 in de Nederlandse Top 40 en nummer 4 in Canada.

## NPO Radio 2 Top 2000
| Nummer met noteringen in de NPO Radio 2 Top 2000 | '99  | '00  | '01  | '02  | '03  | '04  |
| ------------------------------------------------ | ---- | ---- | ---- | ---- | ---- | ---- |
| Hole in My Shoe                                  | 1725 | 1087 | 1434 | 1446 | 1922 | 1628 |

1. ↑  Een vetgedrukt getal geeft de hoogste notering aan.
2. ↑  Deze tabel is bijgewerkt tot en met de laatste editie (2024).